# Trégua de Deulino
A Trégua de Deulino (também conhecida por Paz ou Tratado de Dywilino), foi um tratado de paz assinado em 11 de dezembro de 1618 e que encerrou as guerras Dimitríades (também conhecida por Guerra polaco-moscovita (1605–1618)) entre a República das Duas Nações e a Rússia moscovita.
A trégua deu à República o controle sobre alguns territórios conquistados, inclusive a cidade de Smolensk (Voivodia de Smoleńsk) e Voivodia de Czernihów e proclamou uma trégua de catorze anos e meio. Wladyslaw, filho do rei da República, Sigismundo III Vasa, recusou-se a renunciar à reivindicação ao trono da Moscóvia, mesmo após seu pai tê-lo feito.
Em 1632, o Tratado de Deulino se encerrou e as hostilidades foram imediatamente retomadas no curso de um conflito conhecido como a Guerra de Smolensk, que terminou com a assinatura do Tratado de Polanów em 1635.